# غراهام جورج
غراهام جورج هو معلم موسيقى وملحن كندي، ولد في 11 أبريل 1912 في نورتش في المملكة المتحدة، وتوفي في 9 ديسمبر 1993.

## وصلات خارجية
- غراهام جورج على موقع ميوزك برينز (الإنجليزية)